# Selección femenina de fútbol de Japón
La selección femenina de fútbol de Japón (en japonés, サッカー日本女子代表), apodada Nadeshiko Japan (なでしこジャパン), es el equipo formado por jugadoras profesionales que representa a Japón en las competiciones de Fútbol femenino organizadas por la AFC y la FIFA. La única selección nacional femenina que ha ganado todas las competiciones de la FIFA.

## Palmarés

### Selección mayor
- Copa Mundial Femenina de Fútbol: Campeón (1) 2011
- Copa Asiática Femenina de la AFC: Campeón (2) 2014 y 2018
- Campeonato Femenino de Fútbol de Asia Oriental: Campeón (4) 2008, 2010, 2019 y 2022
- Juegos Asiáticos: Campeón (3) 2010, 2018 y 2022

### Selección Sub-20
- Copa Mundial Femenina de Fútbol Sub-20: Campeón (1) 2018

- Campeonato Sub-19 femenino de la AFC: Campeón (6) (récord) 2002, 2009, 2011, 2015 y 2017, 2019

### Selección Sub-17
- Copa Mundial Femenina de Fútbol Sub-17: Campeón (1) 2014
- Campeonato Sub-16 femenino de la AFC: Campeón (4) 2005, 2011 y 2013, 2019

## Últimos y próximos encuentros
Actualizado al último partido jugado el 8 de abril de 2025.
| Fecha      | Ciudad    | Local          | Resultado | Visitante      | Competición           |
| ---------- | --------- | -------------- | --------- | -------------- | --------------------- |
| 19-07-2024 | Lyon      | Japón          | 1:1       | Colombia       | Partido amistoso      |
| 25-07-2024 | Nantes    | España         | 2:1       | Japón          | Juegos Olímpicos 2024 |
| 28-07-2024 | París     | Brasil         | 1:2       | Japón          | Juegos Olímpicos 2024 |
| 31-07-2024 | Nantes    | Japón          | 3:1       | Nigeria        | Juegos Olímpicos 2024 |
| 03-08-2024 | París     | Japón          | 0:1       | Estados Unidos | Juegos Olímpicos 2024 |
| 26-10-2024 | Tokio     | Japón          | 4:0       | Corea del Sur  | Partido amistoso      |
| 20-02-2025 | Houston   | Japón          | 4:0       | Australia      | Copa SheBelieves 2025 |
| 23-02-2025 | Glendale  | Colombia       | 1:4       | Japón          | Copa SheBelieves 2025 |
| 26-02-2025 | San Diego | Estados Unidos | 1:2       | Japón          | Copa SheBelieves 2025 |
| 06-04-2025 | Osaka     | Japón          | 1:1       | Colombia       | Partido amistoso      |
| 08-04-2025 | Sakai     | Japón          | 6:1       | Colombia       | Partido amistoso      |

## Jugadoras

### Última convocatoria
Jugadoras convocadas para la Copa Mundial de 2023.
Entrenador:  Nils Nielsen
| No. | Pos. | Jugadora        | Fecha de nacimiento (edad)         | Apa. | Goles | Club               |
| --- | ---- | --------------- | ---------------------------------- | ---- | ----- | ------------------ |
| 1   | POR  | Ayaka Yamashita | 29 de septiembre de 1995 (27 años) | 55   | 0     | INAC Kobe Leonessa |
| 2   | DEF  | Risa Shimizu    | 15 de junio de 1996 (27 años)      | 59   | 1     | West Ham United    |
| 3   | DEF  | Moeka Minami    | 7 de diciembre de 1998 (24 años)   | 31   | 1     | Roma               |
| 4   | DEF  | Saki Kumagai    | 17 de octubre de 1990 (32 años)    | 133  | 3     | Bayern de Múnich   |
| 5   | DEF  | Shiori Miyake   | 13 de octubre de 1995 (27 años)    | 35   | 0     | INAC Kobe Leonessa |
| 6   | MED  | Hina Sugita     | 31 de enero de 1997 (26 años)      | 35   | 2     | Portland Thorns    |
| 7   | MED  | Hinata Miyazawa | 28 de noviembre de 1999 (23 años)  | 20   | 4     | Mynavi Sendai      |
| 8   | MED  | Hikaru Naomoto  | 3 de marzo de 1994 (29 años)       | 31   | 2     | Urawa Red Diamonds |
| 9   | DEL  | Riko Ueki       | 30 de julio de 1999 (23 años)      | 17   | 8     | Tokyo Verdy Beleza |
| 10  | MED  | Fuka Nagano     | 9 de marzo de 1999 (24 años)       | 30   | 2     | Liverpool          |
| 11  | DEL  | Mina Tanaka     | 28 de abril de 1994 (29 años)      | 62   | 23    | INAC Kobe Leonessa |
| 12  | DEF  | Hana Takahashi  | 19 de febrero de 2000 (23 años)    | 13   | 1     | Urawa Red Diamonds |
| 13  | MED  | Jun Endo        | 24 de mayo de 2000 (23 años)       | 31   | 3     | Angel City FC      |
| 14  | MED  | Yui Hasegawa    | 29 de enero de 1997 (26 años)      | 63   | 14    | Manchester City    |
| 15  | MED  | Aoba Fujino     | 27 de enero de 2004 (19 años)      | 7    | 0     | Tokyo Verdy Beleza |
| 16  | MED  | Honoka Hayashi  | 19 de mayo de 1998 (25 años)       | 22   | 0     | West Ham United    |
| 17  | DEF  | Kiko Seike      | 8 de junio de 1996 (27 años)       | 7    | 2     | Urawa Red Diamonds |
| 18  | POR  | Momoko Tanaka   | 17 de marzo de 2000 (23 años)      | 5    | 0     | Tokyo Verdy Beleza |
| 19  | DEF  | Miyabi Moriya   | 22 de agosto de 1996 (26 años)     | 0    | 0     | INAC Kobe Leonessa |
| 20  | DEL  | Maika Hamano    | 9 de mayo de 2004 (19 años)        | 3    | 0     | Hammarby           |
| 21  | POR  | Chika Hirao     | 31 de diciembre de 1996 (26 años)  | 4    | 0     | Albirex Niigata    |
| 22  | DEL  | Remina Chiba    | 30 de abril de 1999 (24 años)      | 4    | 2     | JEF United Chiba   |
| 23  | DEF  | Rion Ishikawa   | 4 de julio de 2003 (20 años)       | 1    | 0     | Urawa Red Diamonds |

## Estadísticas

### Copa Mundial Femenina de Fútbol
| Mundial Femenino de la FIFA    |                  |          |    |    |    |    |    |    |
| Año                            | Ronda            | Posición | PJ | PG | PE | PP | GF | GC |
| China 1991                     | Fase de grupos   | 12.ª     | 3  | 0  | 0  | 3  | 0  | 12 |
| Suecia 1995                    | Cuartos de final | 8.ª      | 4  | 1  | 0  | 3  | 2  | 8  |
| Estados Unidos 1999            | Fase de grupos   | 13.ª     | 3  | 0  | 1  | 2  | 1  | 10 |
| Estados Unidos 2003            | Fase de grupos   | 10.ª     | 3  | 1  | 0  | 2  | 7  | 6  |
| China 2007                     | Fase de grupos   | 10.ª     | 3  | 1  | 1  | 1  | 3  | 4  |
| Alemania 2011                  | Campeón          | 1.ª      | 6  | 4  | 1  | 1  | 12 | 6  |
| Canadá 2015                    | Subcampeón       | 2.ª      | 7  | 6  | 0  | 1  | 11 | 8  |
| Francia 2019                   | Octavos de final | 13.ª     | 4  | 1  | 1  | 2  | 3  | 5  |
| Australia y Nueva Zelanda 2023 | Cuartos de final | 5.ª      | 5  | 4  | 0  | 1  | 15 | 3  |
| Total                          | 9/9              | 8.ª      | 38 | 18 | 4  | 16 | 54 | 62 |

### Juegos Olímpicos
| Juegos Olímpicos    |                  |                 |                 |                 |                 |                 |                 |                 |
| Año                 | Ronda            | Posición        | PJ              | PG              | PE              | PP              | GF              | GC              |
| Atlanta 1996        | Fase de grupos   | 7.ª             | 3               | 0               | 0               | 3               | 2               | 9               |
| Sídney 2000         | No se clasificó  | No se clasificó | No se clasificó | No se clasificó | No se clasificó | No se clasificó | No se clasificó | No se clasificó |
| Atenas 2004         | Cuartos de final | 7.ª             | 3               | 1               | 0               | 2               | 2               | 3               |
| Pekín 2008          | Cuarto lugar     | 4.ª             | 6               | 2               | 1               | 3               | 11              | 10              |
| Londres 2012        | Final            | 2.ª             | 6               | 3               | 2               | 1               | 7               | 4               |
| Río de Janeiro 2016 | No se clasificó  | No se clasificó | No se clasificó | No se clasificó | No se clasificó | No se clasificó | No se clasificó | No se clasificó |
| Tokio 2021          | Cuartos de final | 8.ª             | 4               | 1               | 1               | 2               | 3               | 5               |
| París 2024          | Cuartos de final | 5.ª             | 4               | 2               | 0               | 2               | 6               | 5               |
| Los Ángeles 2028    | Por definir      | Por definir     | Por definir     | Por definir     | Por definir     | Por definir     | Por definir     | Por definir     |
| Total               | 6/8              | 8.ª             | 26              | 9               | 4               | 13              | 31              | 36              |

### Copa Asiática Femenina de la AFC
| Campeonato Femenino de la AFC    |                   |                   |                   |                   |                   |                   |                   |                   |
| Año                              | Ronda             | Posición          | PJ                | PG                | PE                | PP                | GF                | GC                |
| Hong Kong 1975                   | Sin participación | Sin participación | Sin participación | Sin participación | Sin participación | Sin participación | Sin participación | Sin participación |
| República de China 1977          | Fase de grupos    | 6.ª               | 2                 | 0                 | 0                 | 2                 | 0                 | 8                 |
| India 1979                       | Sin participación | Sin participación | Sin participación | Sin participación | Sin participación | Sin participación | Sin participación | Sin participación |
| Hong Kong 1981                   | Fase de grupos    | 5.ª               | 3                 | 1                 | 0                 | 2                 | 1                 | 3                 |
| Tailandia 1983                   | Sin participación | Sin participación | Sin participación | Sin participación | Sin participación | Sin participación | Sin participación | Sin participación |
| Hong Kong 1986                   | Subcampeón        | 2.ª               | 4                 | 2                 | 0                 | 2                 | 14                | 4                 |
| Hong Kong 1989                   | Semifinal         | 3.ª               | 5                 | 4                 | 0                 | 1                 | 37                | 1                 |
| Japón 1991                       | Subcampeón        | 2.ª               | 6                 | 4                 | 1                 | 1                 | 27                | 6                 |
| Malasia 1993                     | Semifinal         | 3.ª               | 5                 | 4                 | 0                 | 1                 | 29                | 4                 |
| Malasia 1995                     | Subcampeón        | 2.ª               | 5                 | 4                 | 0                 | 1                 | 27                | 3                 |
| China 1997                       | Semifinal         | 3.ª               | 5                 | 4                 | 0                 | 1                 | 33                | 1                 |
| Filipinas 1999                   | Semifinal         | 4.ª               | 6                 | 4                 | 0                 | 2                 | 36                | 6                 |
| China Taipéi 2001                | Subcampeón        | 2.ª               | 6                 | 4                 | 0                 | 2                 | 30                | 5                 |
| Tailandia 2003                   | Semifinal         | 4.ª               | 6                 | 4                 | 0                 | 2                 | 34                | 4                 |
| Copa Asiática Femenina de la AFC |                   |                   |                   |                   |                   |                   |                   |                   |
| Australia 2006                   | Semifinal         | 4.ª               | 5                 | 3                 | 0                 | 2                 | 19                | 6                 |
| Vietnam 2008                     | Semifinal         | 3.ª               | 5                 | 3                 | 0                 | 2                 | 19                | 7                 |
| China 2010                       | Semifinal         | 3.ª               | 5                 | 4                 | 0                 | 1                 | 16                | 2                 |
| Vietnam 2014                     | Campeón           | 1.ª               | 5                 | 4                 | 1                 | 0                 | 16                | 3                 |
| Jordania 2018                    | Campeón           | 1.ª               | 5                 | 3                 | 2                 | 0                 | 9                 | 2                 |
| India 2022                       | Semifinal         | 3.ª               | 5                 | 3                 | 2                 | 0                 | 18                | 3                 |
| Total                            | 17/20             | -                 | 83                | 55                | 6                 | 22                | 365               | 68                |

### Campeonato de Asia Oriental
| Juegos Olímpicos   |            |          |    |    |    |    |    |    |
| Año                | Ronda      | Posición | PJ | PG | PE | PP | GF | GC |
| Corea del Sur 2005 | Semifinal  | 3.ª      | 3  | 0  | 2  | 1  | 0  | 1  |
| China 2008         | Campeón    | 1.ª      | 3  | 3  | 0  | 0  | 8  | 2  |
| Japón 2010         | Campeón    | 1.ª      | 3  | 3  | 0  | 0  | 7  | 1  |
| Corea del Sur 2013 | Subcampeón | 2.ª      | 3  | 1  | 1  | 1  | 3  | 2  |
| China 2015         | Semifinal  | 3.ª      | 3  | 1  | 0  | 2  | 5  | 6  |
| Japón 2017         | Subcampeón | 2.ª      | 3  | 2  | 0  | 1  | 4  | 4  |
| Corea del Sur 2019 | Campeón    | 1.ª      | 3  | 3  | 0  | 0  | 13 | 0  |
| Japón 2022         | Campeón    | 1.ª      | 3  | 2  | 1  | 0  | 6  | 2  |
| Total              | 8/8        | -        | 24 | 15 | 4  | 5  | 46 | 18 |

### Juegos Asiáticos
| Juegos Asiáticos |            |          |    |    |    |    |     |    |
| Año              | Ronda      | Posición | PJ | PG | PE | PP | GF  | GC |
| Pekín 1990       | Subcampeón | 2.ª      | 5  | 3  | 1  | 1  | 17  | 8  |
| Hiroshima 1994   | Subcampeón | 2.ª      | 4  | 2  | 1  | 1  | 9   | 3  |
| Bangkok 1998     | Semifinal  | 3.ª      | 5  | 3  | 0  | 2  | 18  | 7  |
| Busan 2002       | Semifinal  | 3.ª      | 5  | 3  | 1  | 1  | 8   | 3  |
| Doha 2006        | Subcampeón | 2.ª      | 5  | 4  | 1  | 0  | 21  | 1  |
| Cantón 2010      | Campeón    | 1.ª      | 4  | 3  | 1  | 0  | 6   | 0  |
| Incheon 2014     | Subcampeón | 2.ª      | 6  | 4  | 1  | 1  | 28  | 3  |
| Indonesia 2018   | Campeón    | 1.ª      | 5  | 5  | 0  | 0  | 14  | 2  |
| Hangzhou 2022    | Campeón    | 1.ª      | 6  | 6  | 0  | 0  | 39  | 5  |
| Total            | 9/9        | -        | 45 | 33 | 6  | 6  | 160 | 32 |